# Lista craterelor de impact din Australia
Această listă de cratere de impact din Australia, include toate craterele de impact confirmate astfel cum sunt enumerate în Earth Impact Database. Aceste cratere au fost cauzate de coliziunile meteoriților mari sau cometelor cu Pământul. Pentru craterele erodate sau îngropate, diametrul declarat de obicei se referă la o estimare a diametrului jantei originale, și poate să nu corespundă cu caracteristicile aflate azi la suprafață. 
| Nume                    | Locație            | Diametru  | Vârstă (ani)             | Coordonate                            |
| ----------------------- | ------------------ | --------- | ------------------------ | ------------------------------------- |
| Acraman                 | Australia de Sud   | 90 km     | aproximativ 590 milioane | 32°1′S 135°27′E / 32.017°S 135.450°E  |
| Amelia Creek            | Teritoriul de Nord | 20 km     | 1660–600 milioane        | 20°55′S 134°50′E / 20.917°S 134.833°E |
| Boxhole                 | Teritoriul de Nord | 0,17 km   | 54.000 ± 1.500           | 22°37′S 135°12′E / 22.617°S 135.200°E |
| Connolly Basin          | Australia de Vest  | 9 km      | < 60 milioane            | 23°32′S 124°45′E / 23.533°S 124.750°E |
| Crawford                | Australia de Sud   | 8,5 km    | > 35 milioane            | 34°43′S 139°2′E / 34.717°S 139.033°E  |
| Dalgaranga              | Australia de Vest  | 0,024 km  | aproximativ 3.000        | 27°38′S 117°17′E / 27.633°S 117.283°E |
| Flaxman                 | Australia de Sud   | 10 km     | > 35 milioane            | 34°37′S 139°4′E / 34.617°S 139.067°E  |
| Foelsche                | Teritoriul de Nord | 6 km      | > 545 milioane           | 16°40′S 136°47′E / 16.667°S 136.783°E |
| Glikson                 | Australia de Vest  | ~19 km    | < 508 milioane           | 23°59′S 121°34′E / 23.983°S 121.567°E |
| Goat Paddock            | Australia de Vest  | 5,1 km    | < 50 milioane            | 18°20′S 126°40′E / 18.333°S 126.667°E |
| Gosses Bluff            | Teritoriul de Nord | 22 km     | 142,5 ± 0,8 milioane     | 23°49′S 132°19′E / 23.817°S 132.317°E |
| Goyder                  | Teritoriul de Nord | 3 km      | < 1,4 miliarde           | 13°9′S 135°2′E / 13.150°S 135.033°E   |
| Henbury                 | Teritoriul de Nord | 0,157 km  | 4200 ± 1900              | 24°34′S 133°8′E / 24.567°S 133.133°E  |
| Kelly West              | Teritoriul de Nord | 10 km     | > 550 milioane           | 19°56′S 133°57′E / 19.933°S 133.950°E |
| Lawn Hill               | Queensland         | 18 km     | > 515 milioane           | 18°40′S 138°39′E / 18.667°S 138.650°E |
| Liverpool               | Teritoriul de Nord | 1,6 km    | 1.000–543 milioane       | 12°24′S 134°3′E / 12.400°S 134.050°E  |
| Mount Toondina          | Australia de Sud   | 4 km      | < 110 milioane           | 27°57′S 135°22′E / 27.950°S 135.367°E |
| Piccaninny              | Australia de Vest  | 7 km      | < 360 milioane           | 17°26′S 128°26′E / 17.433°S 128.433°E |
| Shoemaker (fost Teague) | Australia de Vest  | 30 km     | Proterozoic              | 25°52′S 120°53′E / 25.867°S 120.883°E |
| Spider                  | Australia de Vest  | 13 km     | > 570 milioane           | 16°44′S 126°5′E / 16.733°S 126.083°E  |
| Strangways              | Teritoriul de Nord | 25 km     | 646 ± 42 milioane        | 15°12′S 133°35′E / 15.200°S 133.583°E |
| Tookoonooka             | Queensland         | 55 km     | 128 ± 5 milioane         | 27°7′S 142°50′E / 27.117°S 142.833°E  |
| Veevers                 | Australia de Vest  | 0,08 km   | < 20 mii                 | 22°58′S 125°22′E / 22.967°S 125.367°E |
| Wolfe Creek             | Australia de Vest  | 0,875 km  | 300.000                  | 19°10′S 127°48′E / 19.167°S 127.800°E |
| Woodleigh               | Australia de Vest  | 60–120 km | 364 ± 8 milioane         | 26°3′S 114°40′E / 26.050°S 114.667°E  |
| Yarrabubba              | Australia de Vest  | 30 km     | aproximativ 2 miliarde   | 27°10′S 118°50′E / 27.167°S 118.833°E |

## Cratere de impact neconfirmate
Craterele următoarele sunt considerate oficial „neconfirmate”, deoarece acestea nu sunt listate în Earth Impact Database. Din cauza unor cerințe stricte cu privire la probe, craterele nou-descoperite sau cele pentru care este dificil să se colecteze probe sunt, în general cunoscute cu ceva timp înainte de a deveni listate.
| Nume                                                     | Locație                                | Diametru                      | Vârstă (ani)                                           | Coordonate                                           |
| -------------------------------------------------------- | -------------------------------------- | ----------------------------- | ------------------------------------------------------ | ---------------------------------------------------- |
| Bedout                                                   | Oceanul Indian lângă Australia de Vest | 200 km                        | 250 milioane                                           | 18ºS, 119ºE                                          |
| Craterul Darwin                                          | Tasmania, Australia                    | 1,2 km                        | 800 mii                                                | 42°19′S 145°40′E / 42.317°S 145.667°E                |
| Craterul Massive Australian Precambrian/Cambrian, MAPCIS | Teritoriul de Nord                     | inele multiple 500 km–2000 km | 545 milioane la granița dintre Precambrian și Cambrian | 25°33′S 131°23′E / 25.550°S 131.383°E                |
| Craterul Hickman                                         | Newman, Australia de Vest              | 270 m                         | 10–100 mii                                             | 23°2′13.4″S 119°40′59.3″E / 23.037056°S 119.683139°E |
| Nedenumit încă                                           | Bazinul Cooper, Australia de Sud       | 80 km–160 km                  | 300 milioane                                           | (necunoscute)                                        |
| Craterul Spitfire                                        | Australia de Vest                      | 7 km                          | Proterozoic                                            | 30°07.71′S 125°30.36′E / 30.12850°S 125.50600°E      |